# Daniel Stoian
Daniel Stoian (Bucarest, 21 de abril de 1967) es un deportista rumano que compitió en piragüismo en la modalidad de aguas tranquilas. Ganó cuatro medallas en el Campeonato Mundial de Piragüismo entre los años 1986 y 1995.

## Palmarés internacional
| Campeonato Mundial | Campeonato Mundial        | Campeonato Mundial | Campeonato Mundial |
| Año                | Lugar                     | Medalla            | Evento             |
| ------------------ | ------------------------- | ------------------ | ------------------ |
| 1986               | Montreal (Canadá)         | Medalla de oro     | K2 1000 m          |
| 1986               | Montreal (Canadá)         | Medalla de bronce  | K2 10 000 m        |
| 1994               | Ciudad de México (México) | Medalla de plata   | K2 200 m           |
| 1995               | Duisburgo (Alemania)      | Medalla de plata   | K2 200 m           |